# ボストン・チルドレンズ・ミュージアム

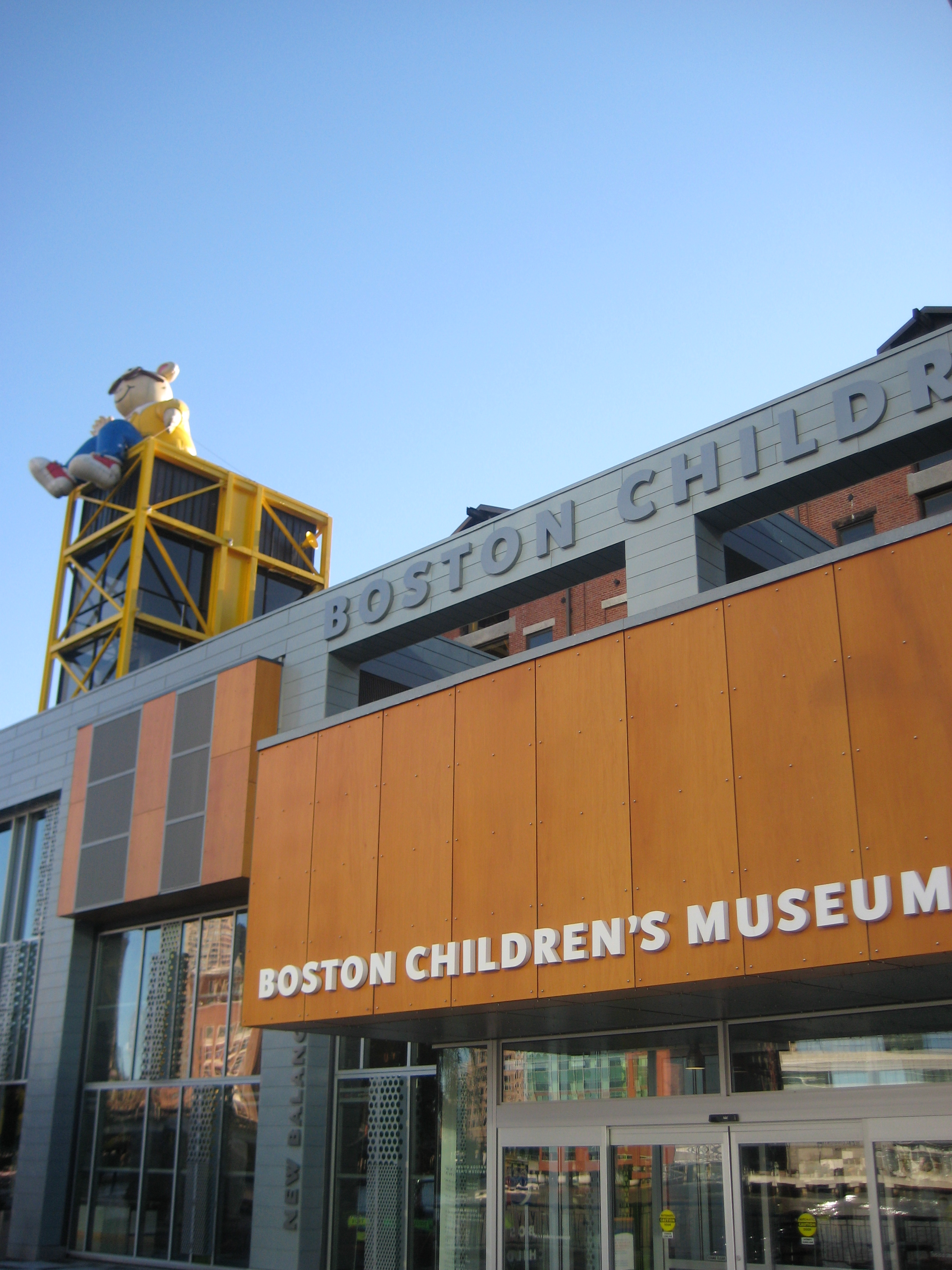
ボストン・チルドレンズ・ミュージアムの正面

ボストン・チルドレンズ・ミュージアム（Boston Children's Museum）またはボストン子供博物館は、1913年に空き家になった倉庫を改造して作られた子供のための博物館。絵画、造形から理科の学習に役立つような体験型、参加型の遊んで、触って、楽しめるハンズオン博物館。ボストンでは広く知られている。初代の館長が『スポック博士の育児書』で有名なベンジャミン・スポック博士の息子マイケル・スポックだったということも、世間では話題を呼んだ。
このようなチルドレンズ・ミュージアムは、1899年にブルックリンで作られたものが一番古いといわれる(詳細は、Campbell, Karen. "Empowering Kids." Our Town Brookline March 2007: 6-9. を参照のこと)が、全米ほとんどの州に、各種のチルドレンズ・ミュージアムがある。
自然史に重点を置いたものから、交通、日系アメリカ人の文化にいたるまで、バラエティがある。
日本でも、こうしたミュージアムをという機運が高まり、徐々に増えていく傾向にある。
博物館は毎日午前 9 時から開館しています。 ～午後4時30分.

## 参照項目
- 子供博物館